# Ferruccio Soleri
Ferruccio Soleri (Firenze, 6 novembre 1929) è un attore, drammaturgo e regista teatrale italiano.

## Biografia
Abbandonati gli studi di matematica e fisica, si iscrisse all'Accademia nazionale d'arte drammatica di Roma, dove si diplomò. Divenne successivamente allievo di Jacques Lecoq frequentando la Scuola internazionale di teatro Jacques Lecoq a Parigi.
Debuttò al Piccolo Teatro di Milano nel 1957 nello spettacolo La favola del figlio cambiato di Pirandello, diretto da Orazio Costa. Fece parte, insieme a Nino Castelnuovo, Gianni Magni e Giancarlo Cobelli, della squadra di mimi che affiancavano Cino Tortorella nella trasmissione della Rai Zurlì, mago del giovedì.
Attore di straordinaria agilità fisica e duttilità interpretativa, venne scelto da Giorgio Strehler nel 1959 come sostituto di Marcello Moretti per il ruolo di protagonista ne Il servitore di due padroni di Carlo Goldoni (nell'allestimento di Strehler, il ruolo principale vede Arlecchino al posto di Truffaldino: lo spettacolo strehleriano fu presentato come Arlecchino servitore di due padroni). Soleri dava il cambio a Moretti una volta alla settimana, per poi sostituirlo alla sua scomparsa.
Interprete di alcune regie strehleriane, Soleri si produsse anche come regista teatrale e drammaturgo, portando avanti la tradizione della commedia dell'arte.
Nel 2006 gli venne assegnato il Leone d'oro alla carriera.
In seguito fu nominato ambasciatore dell'Unicef e Grande Ufficiale dalla Presidenza della Repubblica Italiana.
Nel 2010, dopo 50 anni di Arlecchino, viene menzionato nel libro del Guinness dei primati per la più lunga performance di teatro nello stesso ruolo.
Apparve anche in alcuni film.

## Prosa televisiva Rai
- Gli agnellini mangiano l'edera, regia di Giacomo Vaccari, trasmessa il 30 agosto 1957.
- Il tunnel, regia di Giacomo Vaccari, trasmessa il 7 gennaio 1958.
- Il gran maestro di Santiago, regia di Enzo Ferrieri e Lydia C. Ripandelli, trasmessa il 21 gennaio 1959.
- Giovanna di Lorena, regia di Mario Ferrero, trasmessa il 16 ottobre 1959.
- La nuora, regia di Giacomo Colli, trasmessa il 5 novembre 1962.
- I giorni dell'amore, regia di Beppe Menegatti, trasmessa il 21 aprile 1965.
- La maschera e il volto, regia di Flaminio Bollini, trasmessa il 16 luglio 1965.
- Charlov e le figlie, da Ivan Turgenev, regia di Giandomenico Giagni, 11 marzo 1966.
- Arlecchino servitore di due padroni, regia di Giorgio Strehler, trasmessa il 27 dicembre 1974.
- In attesa di Lefty, regia di Giacomo Colli, trasmessa il 9 luglio 1976.

## Filmografia

### Cinema
- Capriccio italiano (Italienisches Capriccio), regia di Glauco Pellegrini (1961)
- De force avec d'autres, regia di Simon Reggiani (1992)
- Amo la tempesta, regia di Maurizio Losi (2016)
- Notti magiche, regia di Paolo Virzì (2018)

## Premi e riconoscimenti
- Premio Flaiano Sezione teatro[5]
  - 1997: Alla carriera